# سینتی‌گرافی

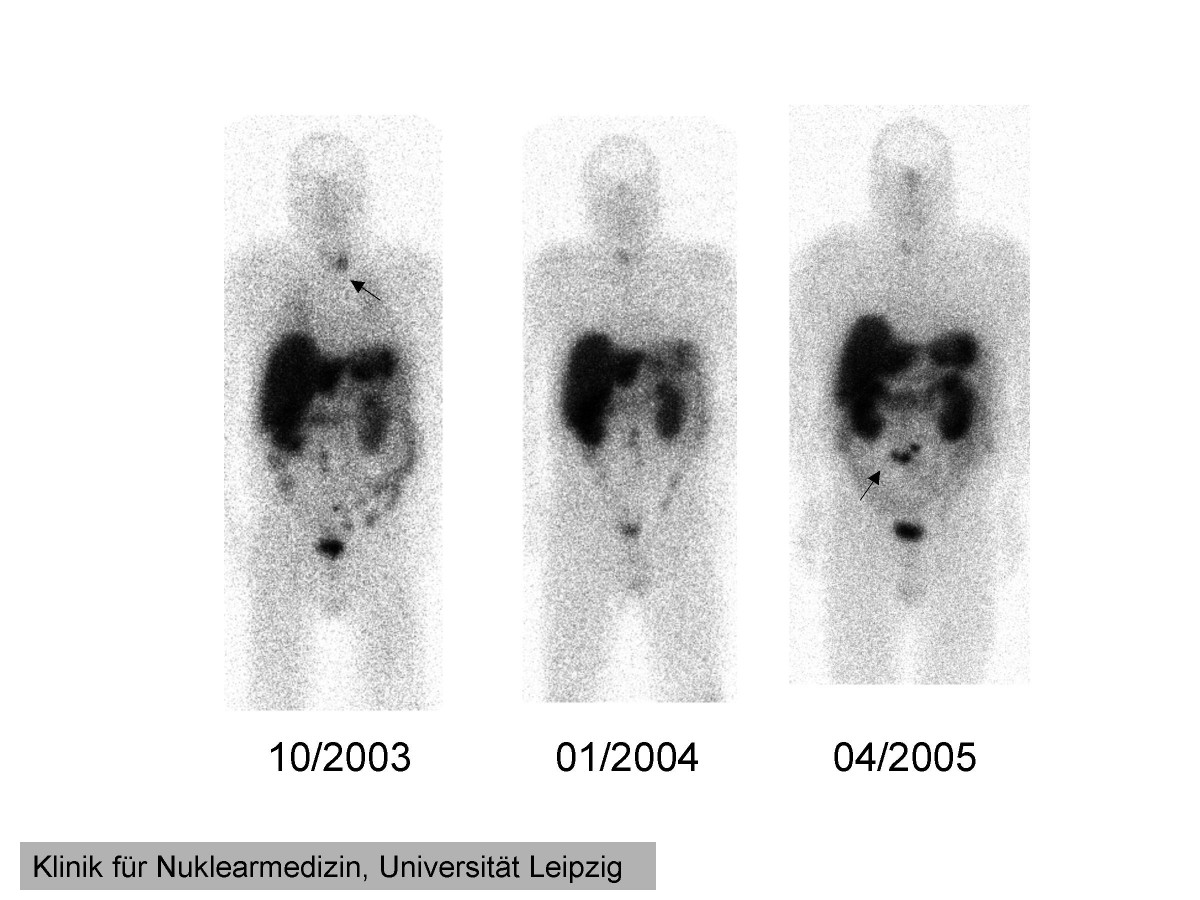
سینتی‌گرافی با رادیوایزوتوپ ایندیوم-۱۱۱

سینتی‌گرافی (به انگلیسی: scintigraphy) یا سوسونگاری یا درخشه‌نگاری نوعی تصویربرداری رایج در پزشکی هسته‌ای است.
سینتی‌گرافی ایجاد تصاویر دوبعدی است بر اساس توزیع مواد پرتوزا (رادیواکتیو) در بافت‌ها (یا مثلاً استخوان) بعد از تزریق کردن ماده‌ای که ایجاد تصاویر می‌کند.
تصاویر به‌دست‌آمده با این روش سینتی‌گراف نام داشته، و توسط دوربین پرتونگار به‌دست می‌آید

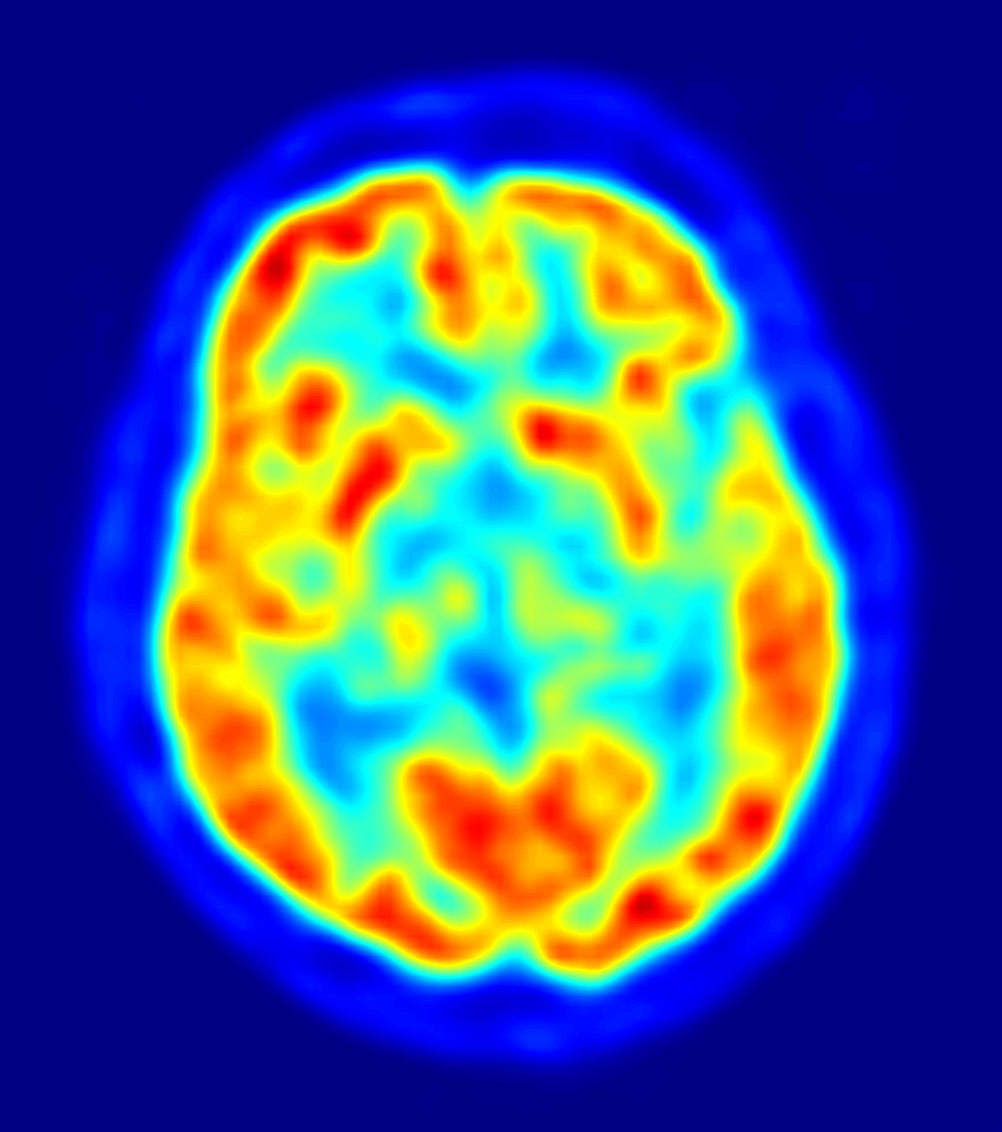
نمایش کامپیوتری تصویر رنگ غلط از یک مقطع مغز انسان براساس اسکینیلوگرافی در توموگرافی پوزیترون-انتشار

سینتی‌گرافی ("scint", scintilla لاتین، جرقه)، همچنین به عنوان یک اسکن گاما شناخته می‌شود، یک آزمایش تشخیصی در پزشکی هسته‌ای است، که در آن ایزوتوپ‌های وابسته به داروهایی که به یک عضو خاص یا بافت منتقل می‌شوند (داخل رادیوتراپی) و در بدن قرار می‌گیرند و پرنو گاما ساطع می‌شود و به وسیله آشکارسازهای خارجی (دوربین‌های گاما) برای گرفتن تصاویر دو بعدی در یافت می‌شوند که روش آن از روش تصاویر پرتوایکس گرفته شده است. در مقایسه، توموگرافی منتشر شده SPECT و پوزیترون (PET) از تصاویر ۳ بعدی تشکیل شده و به همین دلیل به عنوان تکنیک‌های جداگانه برای تصویربرداری سینتی‌گرافی طبقه‌بندی می‌شوند، اگرچه از دوربین‌های گاما برای تشخیص تابش داخلی نیز استفاده می‌کنند. سینتی‌گرافی برخلاف پرتو ایکس روشی است که در آن پرتوها از میان بدن ساطع می‌شود تا تصویر ایجاد کند.

## روند

شماتیک یک لوله فوتومولتیپلیر به یک متفورمین.

سینتی‌گرافی یک روش تصویربرداری از واکنش‌های هسته ای است که به وسیله برخورد یا عکس العمل بین ذرات هسته یا تابش یونیزه و اتم‌ها ایجاد می‌شود که منجر به پالس مختلط و تابش الکترومغناطیسی که معمولاً در محدوده نور قابل مشاهده (تابش چرنکوف) می‌شود. این پالس سوسوزنی (به انگلیسی: scintillation) معمولاً به وسیله یک تصویر چندگانه‌ها المنت‌های دستگاه شارژ دوگانه تشخیص داده می‌شوند و شکل موج الکتریکی آن توسط رایانه‌ها پردازش می‌شود تا تصاویر دو و سه بعدی از یک موضوع یا قسمت مورد نظر ایجاد شود.
سینتی‌گرافی عمدتاً دردوربین‌های مخصوص و آن هم در آزمایشگاه استفاده می‌شوند. برای مثال، آشکارساز نوتین‌ها که در مخازن زیرزمینی پر از تتراکلرو اتیلن مخفی شده‌اند، توسط آرایه‌های آشکارسازهای تصویر احاطه شده‌اند تا رویداد فوق‌العاده نادر از برخورد بین اتم‌های مایع و جامد را ثبت کنند.

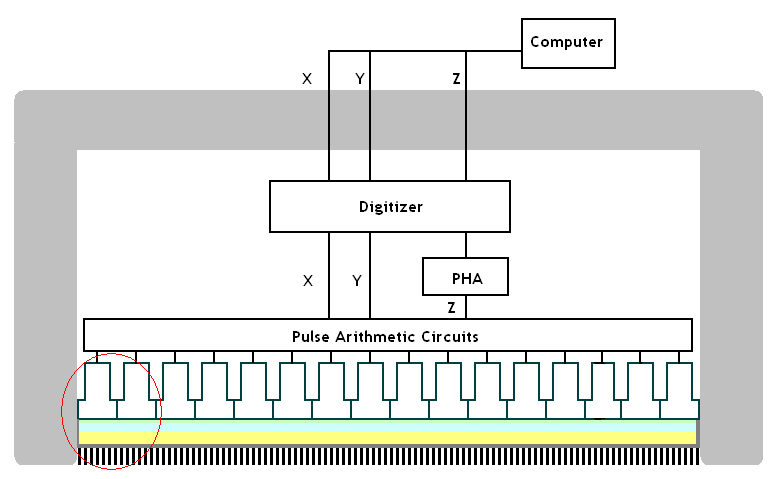
بخش برش یک دوربین گاما.

یکی دیگر از استفاده گسترده سینتی‌گرافی در تکنیک‌های تصویربرداری پزشکی است که از آشکارسازهای پرتو گاما استفاده می‌کنند به نام دوربین‌های گاما. این آشکارسازهای با موادی پوشش داده شده‌اند که وقتی در معرض پرتو گاما قرار می‌گیرند با استفاده از آشکارسازهای نور مرئی مورد بررسی قرار می‌گیرند. در افراد رادیونوکلئید ویژه ای که در محدوده گاما در داخل ناحیه مورد نظر مانند قلب یا مغز، تابش می‌کنند، تزریق می‌شود. یک نوع خاص از دوربین گاما، SPECT (توموگرافی کامپیوتری انتشار تک فوتون) است. یکی دیگر از تکنیک‌های پزشکی سینتی‌گرافی، توموگرافی انتشار پوزیترون (PET)، که از ناهنجاری‌های ناشی از پدیده‌های انهدام الکترون-پوزیترون ناشی می‌شود.

## توسط ارگان یا سیستم ارگان

### دستگاه صفراوری (صفراسوسونگاری)
اسکن از سیستم صفراوی صفراسوسونگاری (به انگلیسی: cholescintigraphy) نامیده می‌شود و برای تشخیص انسداد مجاری صفراوی توسط یک سنگ صفرا (اینتر مدیا)، تومور، یا علت دیگری است. همچنین می‌تواند بیماری‌های کیسه صفرا، مانند نشت صفراوی فیستول صفراوی را تشخیص دهد. مواد شیمیایی رادیواکتیو تزریقی توسط کبد گرفته شده و به صفرا تزریق می‌شود. سپس داروهای رادیولوژیک به کانال‌های صفراوی، کیسه صفرا و روده وارد می‌شوند. دوربین گاما بر روی شکم قرار داده می‌شود تا این ارگانها را به تصویر بکشد. دیگر آزمایش‌های سوسونگاری به‌طور مشابه انجام می‌شود.

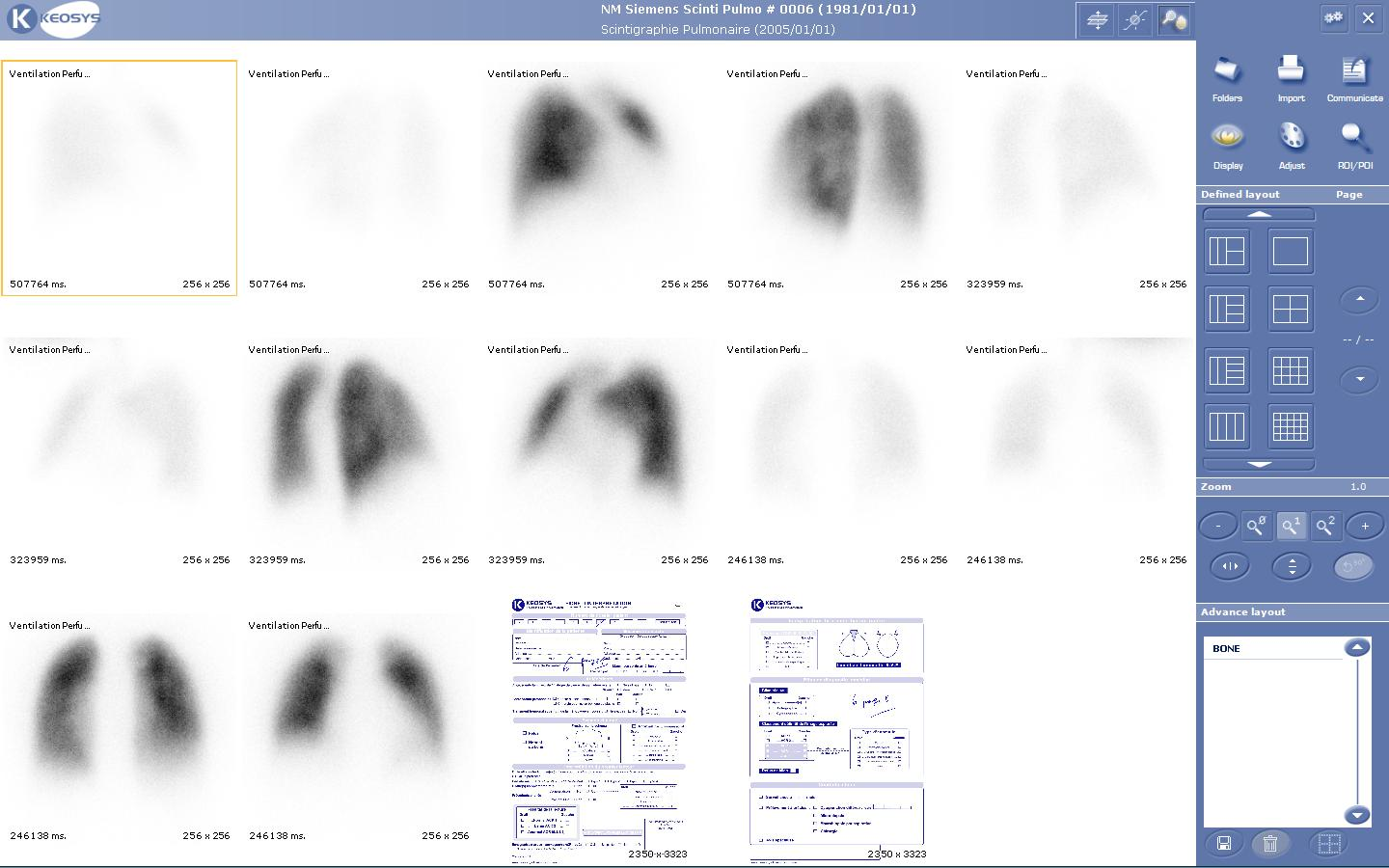
Scintigraphy ریه ارزیابی سرطان ریه

### سوسونگاری ریه
شایعترین روش برای تشخیص آمبولی ریه است، به عنوان مثال، هوا رسانی در ریه‌ها اسکن می‌شود. مواردی که کمتر رایج است شامل ارزیابی پیوند ریه، ارزیابی قبل از عمل، ارزیابی مسیر راست یا چپ ریه می‌باشد.
در مرحله اسکن هوارسانی ریه، یک رادیو اکتیو گاز یا زنون تکنسیوم DTPA در یک فرم اسپری (یا به‌طور مطلوب با استفاده از Technegas، رادیوآرازول اختراع شده در استرالیا توسط دکتر بیل بورچ و دکتر ریچارد Fawdry) توسط بیمار از طریق دهان یا ماسک که بینی و دهان را پوشش می‌دهد استنشاق می‌شود. مرحله دیگر آزمایش شامل تزریق داخل وریدی آلبومین کلسیم تککنواکتیو رادیواکتیو (Tc99m-MAA) می‌باشد. یک دوربین گاما تصاویر را برای هر دو مرحله مطالعه به دست می‌آورد.

### استخوان
به عنوان مثال، متیلن دی فسفونات لیگاند (MDP) توس استخوان جذب می‌شود. با اتصال شیمیایی تکنسیوم-99m به MDP، رادیواکتیویته می‌تواند به وسیله هیدروکسی آپاتیت برای تصویربرداری به استخوان منتقل شود. هر گونه افزایش عملکرد فیزیولوژیکی، مانند شکستگی استخوان، معمولاً به معنی تمرکز بیشتر در ردیاب است.

### قلب
یک آزمایش استرس تالیوم شکلی از سینتی‌گرافی است، که در آن مقدار تالیوم -۲۰۱ در بافت قلب در ارتباط با بافت خون است. سلول‌های حیاتی زنده دارای پمپ‌های تبادل یون Na + / K + هستند. تالیم پمپ‌های +K  را به هم متصل می‌کند و به سلول منتقل می‌شود. ورزش یا دیپیریدامول موجب بزرگ شدن (احیاء) عروق کرونر طبیعی می‌شود. این باعث می‌شود که سرخرگ‌های کرونری از ناحیه ایسکمی که در آن شریان‌ها در حال حاضر حداکثر گسترش یافته‌اند. ناحیه‌های آنفارکتوس یا بافت سکته قلبی «سرد» باقی می‌ماند. تالیم پیش و پس از استرس ممکن است حوزه‌هایی را نشان دهد که از واکنش‌های قلب و بازرَگ‌سازی (به انگلیسی: Revascularization)  استفاده می‌کنند. توزیع مجدد نشان دهنده وجود پنهان کرونری و وجود بیماری سکته قلبی و عروقی است.

### پاراتیروئید
Tc99m- تکنسیوم استفاده می‌شود برای تشخیص آدنوم پاراتیروئید.

### تیروئید
برای تشخیص عملکرد تیروئید، ایزوتوپهای ید-۱۳۱ یا تکنسیوم-99m به‌طور کلی استفاده می‌شود و برای این منظور ایزوتوپ ید دار نیازی به پروتئین یا مولکول دیگری ندارد، زیرا بافت تیروئید یودهای آزاد را به‌طور فعالی بالا می‌برد.

### کل بدن
به عنوان نمونه: اسکن گالیم، ایندیم اسکن سلول‌های سفید خون، iobenguane اسکن (MIBG) و اسکن این دارو. اسکن MIBG بافت آدرنرژیک را تشخیص می‌دهد و بنابراین می‌تواند برای شناسایی محل تومورها مانند مانند فئوکروموسیتوم و نوروبلاستوما استفاده شود.

## آزمایش‌های عملکردی
بعضی از آزمون‌ها مانند آزمایش شیلینگ و آزمایش تنفس اوره از ایزوتوپ‌های رادیویی استفاده می‌کنند اما برای تولید یک تصویر خاص استفاده نمی‌شوند.

## سینتی‌گرافی تالیوم-۲۰۱
سینتی‌گرافی تالیوم-۲۰۱ (به انگلیسی: Thallium-201 Scintigraphy) نوعی سینتی‌گرافی در پزشکی هسته‌ای است.
در این روش از رادیوایزوتوپ تالیوم-۲۰۱ استفاده می‌شود. ماده را نخست در یک ورید تزریق کرده و تصاویری را از تریسر در حال عبور از قلب را ثبت می‌کنند. نقاط به اصطلاح سرد تصویر، متناظر با نواحی است که در آنها سکته قلبی رخ داده است. همانند اسکن سستامیبی تکنیتیوم-۹۹ام، می‌توان از این ماده در آزمایش قلبی موسوم به exercise tolerance test استفاده نمود که کمک می‌کند نواحی خونی کم‌جریان به ماهیچه‌های قلبی مشخص شود.